# The Seven Year Itch
The Seven Year Itch (conocida en México y Argentina como La comezón del séptimo año y en España como La tentación vive arriba) es una comedia de 1955 dirigida por Billy Wilder y protagonizada por Tom Ewell y Marilyn Monroe. Está basada en la obra teatral homónima de 1952 de George Axelrod.
En la 13.ª edición de los Premios Globo de Oro ganó el galardón por mejor actor de comedia (Tom Ewell). El American Film Institute la incluyó en su lista AFI's 100 años... 100 sonrisas como una de las mejores películas cómicas del cine estadounidense. Este largometraje, rodado entre el 1 de septiembre de 1954 y el 11 de enero de 1955, fue el único que Wilder realizó con la productora 20th Century Fox.

## Sinopsis
Richard Sherman (Tom Ewell), un ejecutivo en plena crisis de los cuarenta, se dispone a pasar el verano en la calurosa Ciudad de Nueva York mientras su esposa y su hijo disfrutan del mar en la costa de Maine. Su aburrida rutina cambia inesperadamente cuando una sensual actriz con más cuerpo que cerebro se muda al apartamento de arriba. Atraído por la joven, Sherman se debatirá entre sus impulsos más primarios y su sentimiento de culpa por creer que está engañando a su esposa.

## Título
El título original de la película se debe a que el psiquiatra al que acude el protagonista, el Dr. Brubaker, le comenta que casi todos los maridos tienen relaciones extramatrimoniales alrededor del séptimo año de matrimonio.

## Reparto

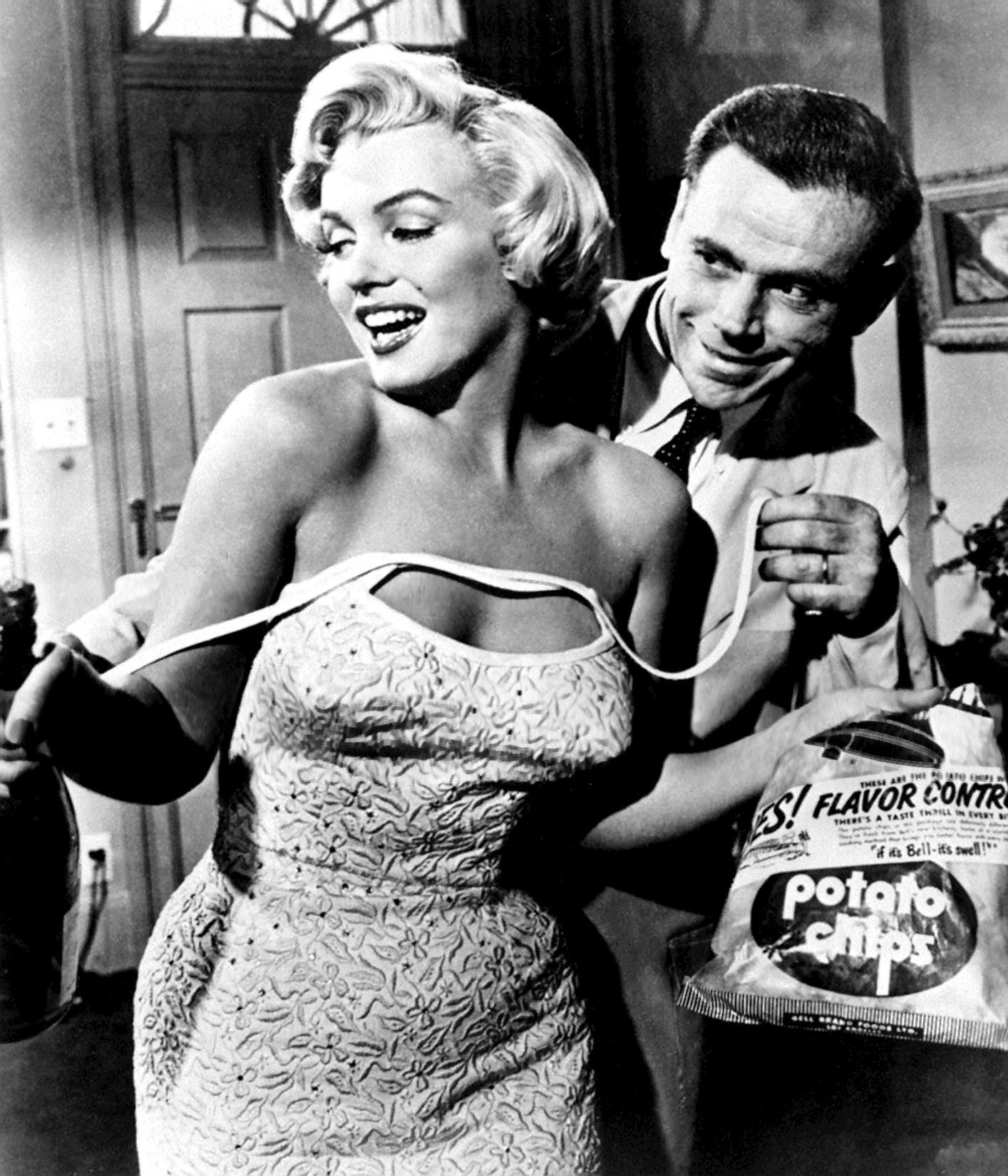
Marilyn Monroe y Tom Ewell en una escena de la película (1955).

- Tom Ewell - Richard Sherman (acreditado como Tommy Ewell)
- Marilyn Monroe - La Chica
- Evelyn Keyes - Helen Sherman
- Sonny Tufts - Tom MacKenzie
- Robert Strauss - Kruhulik
- Oskar Homolka - Dr. Brubaker
- Marguerite Chapman - Miss Morris
- Victor Moore - Fontanero
- Donald MacBride - Sr. Brady
- Roxanne - Elaine
- Carolyn Jones - Enfermera Finch
- Tom Nolan - Ricky Sherman (sin acreditar)
- Doro Merande - Camarera en el restaurante vegetariano (sin acreditar)
- Kathleen Freeman - Mujer en el restaurante vegetariano (sin acreditar)

## Producción

### Director y reparto
George Cukor había sido elegido originalmente para dirigir el largometraje, aunque acabaría rechazando la oferta, la cual caería en manos de Billy Wilder, cuyo contrato con Paramount Pictures había concluido en 1954 con Sabrina (los derechos cinematográficos de la cinta habían sido comprados originalmente por Paramount, si bien tras la marcha de Wilder el proyecto fue asumido por la Fox). Tras ver una prueba de pantalla de Walter Matthau en el papel de Richard Sherman, Wilder sintió que había encontrado al protagonista de la película. Sin embargo, la Fox no quería correr riesgos con un actor que en ese entonces era principiante, lo que motivó que Wilder se fijase en Tom Ewell, quien había dado vida al personaje en Broadway además de ganar un Tony por su interpretación. Ewell declaró que nunca había pensado que sería elegido para interpretar el mismo papel en la versión cinematográfica, asegurando que había alquilado una casa en Martha's Vineyard para pasar unas vacaciones en la época en que iba a tener lugar el rodaje. Además de Ewell, fueron considerados Gary Cooper, James Stewart y William Holden, a los cuales Wilder rechazó debido a que quería para el papel a un «hombre común». Respecto al personaje de la chica (para el que ni el guionista George Axelrod ni Wilder pudieron encontrar un nombre que les convenciese), a pesar de que Vanessa Brown lo había interpretado con éxito en Broadway, para la adaptación cinematográfica únicamente se consideró a Marilyn Monroe, quien a su vez deseaba trabajar con Wilder, aunque por contrato se vio obligada a protagonizar previamente el musical There's No Business Like Show Business (1954). Ewell, Monroe y Evelyn Keyes tenían una edad considerablemente superior a la de sus personajes (Marilyn, quien tenía 28 años, debía interpretar a una joven de 22, mientras que Tom, de 45, debía representar a un hombre de 38 y Keyes, quien cumplió 38 durante el rodaje, a una mujer de 31). Se añadieron a su vez tres personajes con respecto a la obra de Broadway: el fontanero, Miss Finch (Carolyn Jones), la camarera (Doro Merande) y el conserje Kruhulik (Robert Strauss). Por su parte, esta sería la última película de los actores Victor Moore y Donald MacBride.

### Rodaje
En su primer encuentro con Wilder, Axelrod llevó consigo el guion de la obra y le dijo que podían usarlo como guía, a lo que el director respondió que lo usaría «como tope de puerta» (Axelrod acabaría colaborando en el guion de la película). Wilder deseaba rodar el filme en blanco y negro, aunque finalmente se terminaría filmando en color debido a que el contrato de Monroe con Fox estipulaba que todos los filmes de la actriz debían ser en color (Marilyn creía además que en color se veía más favorecida que en blanco y negro). El rodaje, iniciado la tarde del 1 de septiembre de 1954, se vio dificultado por los problemas personales de Monroe, quien sufría de depresión, llegando a necesitar en alguna ocasión hasta cuarenta tomas. Sumado a esto, sus constantes retrasos y su comportamiento provocaron que el presupuesto se incrementara hasta los $1,8 millones. Al respecto, Carolyn Jones declaró en 1982: «Hablamos mucho. Era una mujer muy triste. Estaba llegando a un punto en que tenía miedo de perder su apariencia. Era un miedo que lo consumía todo». Pese a ello, esta película supondría el inicio de la etapa más exitosa de Marilyn, la cual terminaría con Some Like It Hot (1959), también dirigida por Wilder.
Las imágenes de Yogi Berra y Eddie Lopat filmadas durante un partido entre los Indians y los Yankees el 1 de septiembre de 1954 estaban destinadas a ser parte de la escena en la que Sherman sueña despierto. Hedda Hopper había informado doce días antes sobre dicha escena en su columna asegurando que el guion de la película era el mejor que había leído, si bien el mismo se vio afectado por la censura impuesta por el código Hays, debido a lo cual se debieron suprimir diálogos subidos de tono y mostrar el romance entre los protagonistas como el resultado de la imaginación del personaje masculino. Respecto a la escena de la foto de la revista US Camera, pese a que inicialmente se sugiere que Monroe aparece desnuda, al final se revela que llevaba un bikiki blanco con lunares rojos, si bien Marilyn adoptó para la instantánea una pose similar a la de la famosa sesión de fotos de 1949 en la que aparecía desnuda y que figuró en el número inaugural de la revista Playboy.

#### Escena del vestido

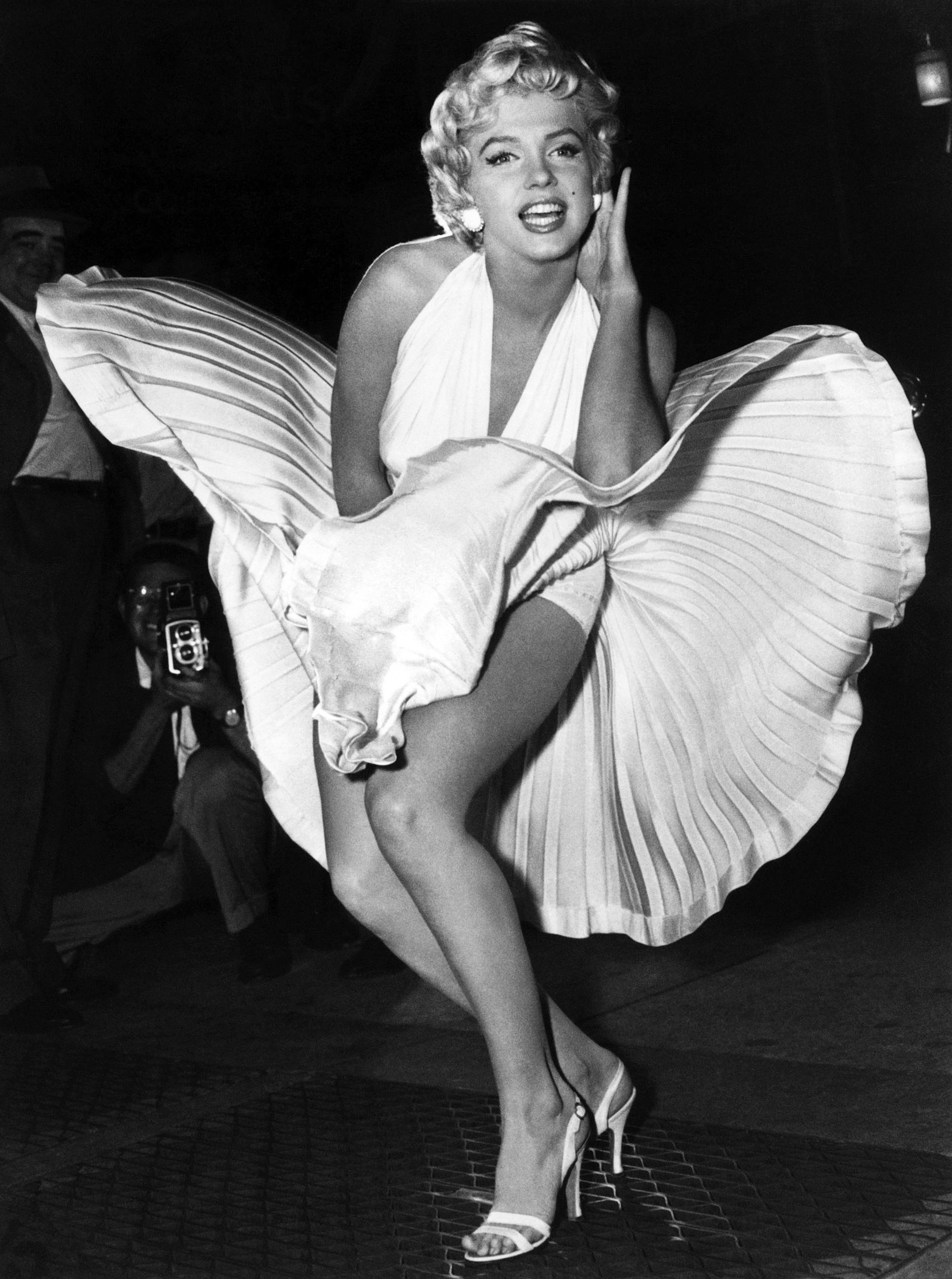
Marilyn Monroe durante el rodaje en Nueva York (15 de septiembre de 1954).

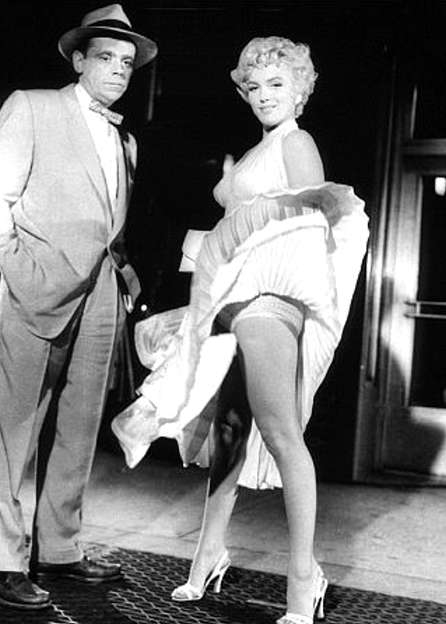
Monroe junto a Tom Ewell durante el rodaje de la escena del vestido (15 de septiembre de 1954).

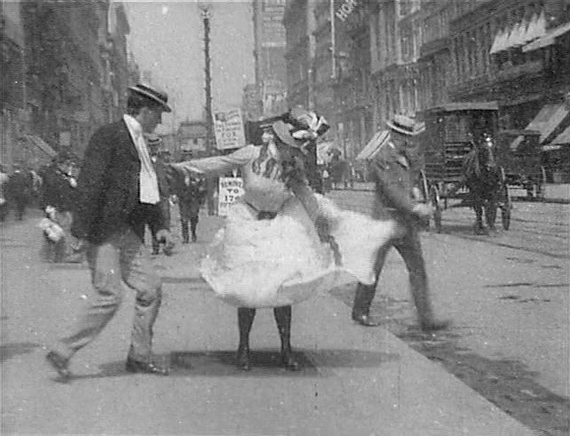
Fotograma de What Happened on Twenty-third Street, New York City (1901).

La famosa escena del vestido blanco de Marilyn revoloteando alrededor de sus piernas mientras se halla de pie sobre una rejilla del metro fue filmada originalmente en Manhattan, en la esquina entre Lexington Avenue y 52nd Street, el 15 de septiembre de 1954 a la una de la mañana. La filmación se llevó a cabo en presencia de más de un centenar de fotógrafos y 5000 espectadores, quienes silbaron y vitorearon a la actriz entre toma y toma mientras Monroe olvidaba continuamente sus frases. Bill Kobrin, entonces corresponsal de la Fox en la costa este, declaró al Palm Springs Desert Sun en 2006 que fue idea de Wilder convertir el rodaje en un circo mediático, para lo cual llegó incluso a instalar gradas además de que la propia Fox anunció el día y la hora de la filmación como acto promocional. Todo esto ocurrió en presencia del esposo de Marilyn Joe DiMaggio, quien se sentía abochornado. Al parecer este evento aceleró el fin del matrimonio, quien esa misma noche tuvo una fuerte discusión durante la cual DiMaggio supuestamente golpeó a Monroe, quien habría necesitado maquillaje para cubrir los moretones, solicitando el divorcio tres semanas después alegando «violencia psicológica». El metraje registrado en Nueva York finalmente no pudo ser utilizado debido a que el ruido de la multitud lo había dejado inservible. Wilder dispuso la construcción de un decorado en los estudios de la Fox en Los Ángeles que reprodujese Lexington Avenue, obteniendo mejores resultados, aunque Marilyn requirió cuarenta tomas para poder rodar la escena.
La idea de filmar esta secuencia fue de Sam Shaw, responsable fotográfico de la producción. Shaw había tomado en la década de 1940 una instantánea en Coney Island para la revista Friday en la que la falda de una joven era levantada por una corriente de aire en el interior de un túnel de viento mientras varios hombres posaban junto a ella. No obstante, el primer antecedente de esta escena se halla en el cortometraje de 1901 What Happened on Twenty-third Street, New York City, donde el aire expulsado por una rejilla de ventilación levanta violentamente la falda de una mujer.

### Publicidad
Se lanzó una importante campaña publicitaria para la película, destacando particularmente una foto de más de 15 metros de alto de Marilyn con el famoso vestido blanco frente al Loew's State Theatre en Times Square. 

## Recepción

### Recaudación

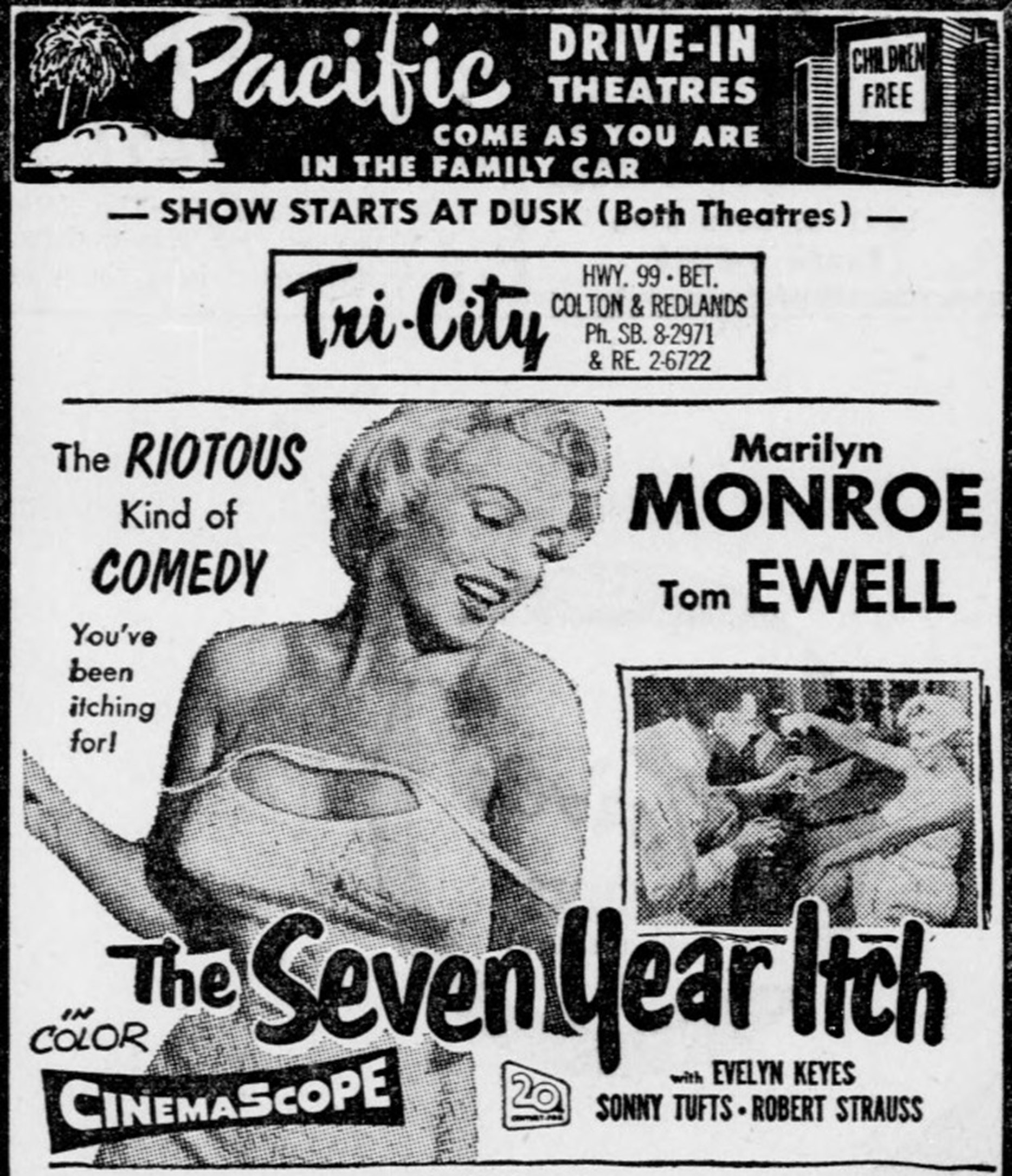
anuncio publicitario de autocine (1955).

La película, estrenada el 1 de junio de 1955, día en que Marilyn cumplió 29 años (acudió a la première acompañada por DiMaggio pese a su separación), fue un éxito comercial, recaudando $6 millones en taquilla en Norteamérica.

### Crítica
La crítica de 1955 de la revista Variety fue ampliamente positiva. Pese a que los códigos de producción de Hollywood prohibieron a Wilder rodar una comedia en la que se produjese un adulterio, las críticas lamentaron que el personaje de Ewell permaneciese «casto» (algunos críticos incluso compararon a Richard Sherman con el personaje de la película de 1939 The Secret Life of Walter Mitty). En el sitio web Rotten Tomatoes la película posee un 84% de aceptación con base en 32 críticas, ostentando una valoración del 76% entre el público.
En la década de 1970 Wilder describió la cinta como «una película sobre nada debido a que una película debería ser hecha sin censura... a menos que el marido, solo en Nueva York mientras la esposa y su hijo se van de veraneo, tenga una aventura con una chica no hay nada. Pero no podías hacer eso en aquellos días, de modo que estaba con una camisa de fuerza. Simplemente no salió ni un poco, y no hay nada que pueda decir excepto que desearía no haberla hecho. Ahora desearía tener los derechos».

### Premios
| Fecha                 | Premio                              | Categoría                       | Nominados      | Resultado |
| --------------------- | ----------------------------------- | ------------------------------- | -------------- | --------- |
| 29 de enero de 1956   | Premios del Sindicato de Directores | Mejor dirección                 | Billy Wilder   | Nominado  |
| 23 de febrero de 1956 | Premios Globo de Oro                | Mejor actor - Comedia o musical | Tom Ewell      | Ganador   |
|                       | Premios BAFTA                       | Mejor actriz extranjera         | Marilyn Monroe | Nominada  |